# Campeonato Europeo de Piragüismo en Eslalon de 2008
El IX Campeonato Europeo de Piragüismo en Eslalon se celebró en Cracovia (Polonia) entre el 8 y el 11 de mayo de 2008 bajo la organización de la Asociación Europea de Piragüismo (ECA) y la Federación Polaca de Piragüismo.
Las competiciones se desarrollaron en el canal de piragüismo en eslalon acondicionado en el río Vístula.

## Países participantes
Participaron  piragüistas de 29 países europeos en 4 especialidades, 3 masculinas y 1 femenina, tanto individualmente como en equipo.
| - Alemania (9/3) - Andorra (-/1) - Austria (5/3) - Bélgica (3/-) - Bielorrusia (5/1) - Croacia (6/-) - Eslovaquia (9/3) - Eslovenia (9/2) - España (6/3) | - Finlandia (1/-) - Francia (6/2) - Grecia (4/1) - Hungría (6/2) - Irlanda (3/2) - Italia (8/2) - Letonia (6/-) | - Lituania (3/1) - Luxemburgo (1/-) - Macedonia del Norte (6/-) - Países Bajos (3/3) - Polonia (9/3) - Portugal (2/-) - Reino Unido (8/3) | - República Checa (9/3) - Rusia (9/3) - Serbia (4/-) - Suecia (3/-) - Suiza (5/3) - Ucrania (7/3) |

## Medallistas

### Masculino
| Evento                 | Oro | Plata | Bronce |
| ---------------------- | --- | --- | --- |
| K1 individual (11.05)  | Campbell Walsh Reino Unido 181,63 pts.                                                                    | Daniele Molmenti · Italia · 181,76 pts.                                                                                    | Fabian Dörfler · Alemania · 182,41 pts.                                                                                     |
| C1 individual (10.05)  | Michal Martikán · Eslovaquia · 186,91                                                                     | Stanislav Ježek · República Checa · 187,89                                                                                 | Alexander Slafkovský · Eslovaquia · 189,73                                                                                  |
| C2 individual (11.05)  | Pavol Hochschorner · Peter Hochschorner · Eslovaquia · 198,76                                             | Peter Škantár · Ladislav Škantár · Eslovaquia · 207,00                                                                     | Andrea Benetti · Erik Masoero · Italia · 207,23                                                                             |
| K1 por equipos (09.05) | Dariusz Popiela · Grzegorz Polaczyk · Mateusz Polaczyk · Polonia · 204,76                                 | Diego Paolini · Daniele Molmenti · Luca Costa · Italia · 207,28                                                            | Michael Kurt · Mathias Röthenmund · Moritz Lüscher · Suiza · 209,11                                                         |
| C1 por equipos (09.05) | Michal Martikán · Alexander Slafkovský · Matej Beňuš · Eslovaquia · 214,81                                | Krzysztof Bieryt · Grzegorz Kiljanek · Dawid Bartos · Polonia · 218,56                                                     | Christian Bahmann · Nico Bettge · Lukas Hoffmann · Alemania · 222,78                                                        |
| C2 por equipos (09.05) | Alemania · Marcus Becker / Stefan Henze · Kay Simon / Robby Simon · David Schröder / Frank Henze · 251,09 | Polonia · Marcin Pochwała / Paweł Sarna · Dominik Weglarz / Dawid Dobrowolski · Dariusz Wrzosek / Jarosław Miczek · 254,95 | Eslovaquia · Pavol Hochschorner / Peter Hochschorner · Ladislav Škantár / Peter Škantár · Tomáš Kučera / Ján Bátik · 257,75 |

### Femenino
| Evento                 | Oro                                                                 | Plata                                                                     | Bronce                                                          |
| ---------------------- | ------------------------------------------------------------------- | ------------------------------------------------------------------------- | --------------------------------------------------------------- |
| K1 individual (10.05)  | Štěpánka Hilgertová · República Checa · 200,89 pts.                 | Marie Řihošková · República Checa · 201,50 s                              | Irena Pavelková · República Checa · 203,97 pts.                 |
| K1 por equipos (09.05) | Claudia Bär · Mandy Planert · Jasmin Schornberg · Alemania · 230,62 | Jana Dukátová · Elena Kaliská · Gabriela Stacherová · Eslovaquia · 236,59 | Fiona Pennie Louise Donington Laura Blakeman Reino Unido 253,44 |

## Medallero
| Núm. | País            | Oro | Plata | Bronce | Total |
| ---- | --------------- | --- | ----- | ------ | ----- |
| 1    | Eslovaquia      | 3   | 2     | 2      | 7     |
| 2    | Alemania        | 2   | 0     | 2      | 4     |
| 3    | República Checa | 1   | 2     | 1      | 4     |
| 4    | Polonia         | 1   | 2     | 0      | 3     |
| 5    | Reino Unido     | 1   | 0     | 1      | 2     |
| 6    | Italia          | 0   | 2     | 1      | 3     |
| 7    | Suiza           | 0   | 0     | 1      | 1     |
|      | TOTAL           | 8   | 8     | 8      | 24    |